# Oqjetpes FK Kökşetaw
Oqjetpes FK Kökşetaw (Kazachs: Оқжетпес ФК Көкшетау) is een Kazachse voetbalclub uit Kökşetaw, hoofdplaats van de oblast Aqmola.

## Geschiedenis
Deze club, die we vooral niet moeten verwarren met Ajar FK Kökşetaw, werd in 1968 opgericht als FK Torpedo Koksjetau (Russisch ФК Торпедо Кокшетау); vandaar ook dat het stadion van de club tot op vandaag de dag Torpedo Stadïon heet. In de Sovjet-Unie gold het jaar waarin een club professioneel werd als jaar van oprichting; meestal was er een gegronde reden om een club na een jarenlang bestaan op amateurbasis te professionaliseren. Zo ook hier: in 1967 was FK Torpedo Koksjetau namelijk kampioen geworden van de competitie van de Kazachse SSR, op dat moment het derde niveau in de USSR. Wonder boven wonder bleef de naam 22 jaar lang intact, maar in 1990 werd de naam dan toch veranderd, in FK Spartak Koksjetau (Russisch ФК Спартак Кокшетау), hetgeen dan blijkbaar toch niet beviel, want een jaar later heette de club FK Koksjetau (Russisch ФК Кокшетау).
Als in 1992 de eerste Premjer-Liga van het nu onafhankelijke Kazachstan van start gaat, is de club uiteraard van de partij; hoewel ze uit het door Russen gedomineerde noorden van het land komt, speelt ze toch van meet af aan onder de "verkazachste" naam Kökşetaw FK (Kazachs Көкшетау ФК). Na anderhalf jaar in de Premjer-Liga doet de club - reeds tijdens het seizoen 1993 een stapje terug; gedurende een twee jaar durend verblijf in de Pervoj-Liga wordt de naam in 1995 veranderd in Kökşe FK Kökşetaw (Kazachs Көкше ФК Көкшетау). Ook na terugkeer in de Premjer-Liga gaat de club verder onder deze naam; in 1997 verhuist de club echter onder de naam Avtomobïlïst FK Şortandı (Kazachs Автомобилист ФК Шортанды) naar Şortandı, een buitenwijk van de nieuwe hoofdstad Astana. Omdat in de hoofdstad al andere clubs actief zijn, moet de club een jaar later alweer verhuizen, ditmaal naar Stepnogor, een berucht industriestadje (waar ten tijde van de Sovjet-Unie biologisch en nucleair wapentuig werd ontwikkeld) op ongeveer 130 kilometer van de hoofdstad en 239 kilometer van het lokale bestuurscentrum Kökşetaw; de naam van de club is sinds 1998 toepasselijk Xïmïk FK Stepnogor (Kazachs Химик ФК Степногор, genoemd naar een club die in de Sovjet-tijd onder die naam actief was); na allerlei geopolitieke herindelingen wordt het volgens de autoriteiten tijd om de nieuw gevormde oblast Aqmola te promoten; sponsorgelden van de overheid nopen de club om in 1999 verder te gaan als Aqmola FK Stepnogor (Kazachs Ақмола ФК Степногор); in 2000, als Stepnogor hoe langer hoe meer een spookstad wordt, verhuist de club onder de naam Aqmola FK Kökşetaw (Kazachs Ақмола ФК Көкшетау) terug naar Kökşetaw. In 2001 verandert de naam alweer, ditmaal in Esil FK Kökşetaw (Kazachs Есіл ФК Көкшетау) en in 2004 wordt dan eindelijk de huidige naam, Oqjetpes FK Kökşetaw (Kazachs Оқжетпес ФК Көкшетау), gekozen.
In 2008 eindigt de ploeg als negende in de Premjer-Liga, maar omdat Almatı FK en Megasport FK Almatı fuseren en Qaysar FK Qızılorda, Jetisu FK Taldıqorğan en Şaxter FK Qarağandı niet willen of kunnen, mag Oqjetpes Europa in; het avontuur in de Europa League is overigens van korte duur. In 2009 ontsnapt de ploeg ternauwernood aan degradatie: ze eindigt als 11de in de rangschikking en moet een play-off tegen de nummer twee van de Pervoj-Liga, Aqjayıq FK Oral spelen; die wedstrijd eindigt in een 2-3-nederlaag, maar omdat Vostok FK Öskemen om financiële redenen teruggezet wordt, mag Oqjetpes in de Premjer-Liga blijven. Het is uitstel van executie, want in 2010 eindigt de ploeg op de 12de en laatste plaats en degradeert. Een jaar later is de ploeg weer terug op het hoogste niveau, maar in 2012 volgt een nieuwe degradatie.

## Erelijst
- Kampioen van de Kazachse SSR

1967
- Eerste divisie (voetbal Kazachstan)

2014, 2018, 2022, 2024

## Historie in dePremjer-Liga
| Jaar | Competitie     | Prestatie                                                                            | (Naam)                   |
| ---- | -------------- | ------------------------------------------------------------------------------------ | ------------------------ |
| 1992 | Topdivisie     | 10de plaats in voorrondegroep A, 20ste (6de) in de degradatiegroep                   | Kökşetaw FK              |
| 1993 | Topdivisie     | gedurende het seizoen teruggetrokken                                                 | Kökşetaw FK              |
| 1994 | Topdivisie     |                                                                                      |                          |
| 1995 | Topdivisie     |                                                                                      |                          |
| 1996 | Topdivisie     | 18de plaats in de competitie                                                         | Kökşe FK Kökşetaw        |
| 1997 | Topdivisie     | 11de plaats in de competitie                                                         | Avtomobïlïst FK Şortandı |
| 1998 | Topdivisie     | 8ste plaats in de competitie                                                         | Xïmïk FK Stepnogor       |
| 1999 | Topdivisie     | 16de plaats in de competitie                                                         | Aqmola FK Stepnogor      |
| 2000 | Topdivisie     | 10de plaats in de competitie                                                         | Aqmola FK Kökşetaw       |
| 2001 | Topdivisie     | 11de plaats in de competitie                                                         | Esil FK Kökşetaw         |
| 2002 | Superliga      | 12de plaats in de voorronde, 12de plaats in de eindronde                             | Esil FK Kökşetaw         |
| 2003 | Superliga      | 17de plaats in de competitie                                                         | Esil FK Kökşetaw         |
| 2004 | Superliga      | 11de plaats in de competitie                                                         |                          |
| 2005 | Superliga      | 9de plaats in de competitie                                                          |                          |
| 2006 | Superliga      | 11de plaats in de competitie                                                         |                          |
| 2007 | Superliga      | 15de plaats in de competitie                                                         |                          |
| 2008 | Premjer-Liga   | 9de plaats in de competitie                                                          |                          |
| 2009 | Premjer-Liga   | 11de plaats in de competitie                                                         |                          |
| 2010 | Premjer-Liga   | 12de plaats in de voorronde, 12de (6de) plaats in de degradatiegroep en gedegradeerd |                          |
| 2011 | Birinşi Lïgası | 3e plaats en gepromoveerd                                                            |                          |
| 2012 | Premjer-Liga   | 14de plaats in de competitie en gedegradeerd                                         |                          |
| 2013 | Birinşi Lïgası | 3e plaats                                                                            |                          |
| 2014 | Birinşi Lïgası | 1e plaats en gepromoveerd                                                            |                          |
| 2015 | Premjer-Liga   | 7e plaats in de competitie en 2e plaats in de degradatiegroep                        |                          |
| 2016 | Premjer-Liga   | 4e plaats in de competitie en 5e plaats in de kampioensgroep                         |                          |
| 2017 | Premjer-Liga   | 12e plaats in de competitie en gedegradeerd                                          |                          |
| 2018 | Birinşi Lïgası | 1e plaats en gepromoveerd                                                            |                          |
| 2019 | Premjer-Liga   | 7e plaats in de competitie                                                           |                          |
| 2020 | Premjer-Liga   | 11e plaats in de competitie en gedegradeerd                                          |                          |

## Naamsveranderingen
Alle naamswijzigingen van de club op een rijtje:
| Jaar (Datum) | Nieuwe naam (Russisch: Nederlandse transcriptie) (Kazachs: Qaydar-transcriptie) | Nieuwe Russische naam (t/m 1991) | Nieuwe Kazachse naam (vanaf 1992) |
| ------------ | ------------------------------------------------------------------------------- | -------------------------------- | --------------------------------- |
| 1968         | FK Torpedo Koksjetau                                                            | ФК Торпедо Кокшетау              |                                   |
| 1990         | FK Spartak Koksjetau                                                            | ФК Спартак Кокшетау              |                                   |
| 1991         | FK Koksjetau                                                                    | ФК Кокшетау                      |                                   |
| 1992         | Kökşetaw FK                                                                     |                                  | Көкшетау ФК                       |
| 1995         | Kökşe Kökşetaw FK                                                               |                                  | Көкше ФК Көкшетау                 |
| 1997         | Avtomobïlïst FK Şortandı                                                        |                                  | Автомобилист ФК Шортанды          |
| 1998         | Xïmïk FK Stepnogor                                                              |                                  | Химик ФК Степногор                |
| 1999         | Aqmola FK Stepnogor                                                             |                                  | Ақмола ФК Степногор               |
| 2000         | Aqmola FK Kökşetaw                                                              |                                  | Ақмола ФК Көкшетау                |
| 2001         | Esil FK Kökşetaw                                                                |                                  | Есіл ФК Көкшетау                  |
| 2004         | Oqjetpes FK Kökşetaw                                                            |                                  | Оқжетпес ФК Көкшетау              |

## In Europa
#Q = #kwalificatieronde, T/U = Thuis/Uit, W = Wedstrijd, PUC = punten UEFA coëfficiënten .
Uitslagen vanuit gezichtspunt Oqjetpes FK Kökşetaw
| Seizoen                                                    | Competitie    | Ronde | Land              | Club               | Totaalscore | 1e W    | 2e W    | PUC |
| ---------------------------------------------------------- | ------------- | ----- | ----------------- | ------------------ | ----------- | ------- | ------- | --- |
| 2009/10                                                    | Europa League | 1Q    | Vlag van Moldavië | FC Zimbru Chisinau | 2-3         | 2-1 (T) | 0-2 (U) | 1.0 |
| Totaal aantal behaalde punten voor UEFA coëfficiënten: 1.0 |               |       |                   |                    |             |         |         |     |

Zie ook
- Deelnemers UEFA-toernooien Kazachstan
- Ranglijst van alle clubs die in de diverse Europa Cups zijn uitgekomen

## Bekende (oud-)spelers
- David Loria
- Alexandr Mokin

- Jevgeni Novikov

- Roman Oezdenov
- Marvin Ogunjimi

Aqtöbe ·
Astana ·
Atıraw ·
Elimai ·
Jeńis ·
Jetisu FK Taldıqorğan ·
Kairat ·
Oqjetpes FK Kökşetaw ·
Ordabası ·
Qaysar FK Qızılorda ·
Qyzyl-Jar ·
Tobyl ·
Turan FK ·
Ulıtaw FK Jezqazğan